# Randalia (Iowa)
Randalia – miasto w Stanach Zjednoczonych, w stanie Iowa, w hrabstwie Fayette. W 2000 roku liczyło 84 mieszkańców.